# Yassamin Ansari
Yassamin Ansari (in persiano یاسمین انصاری‎; Seattle, 7 aprile 1992) è una politica e attivista statunitense di origini iraniane, membro della Camera dei Rappresentanti per lo stato dell'Arizona dal 2025.

## Biografia

### Formazione e attivismo
Nata a Seattle in una famiglia di origini iraniane, mentre era studentessa al liceo, Yassamin Ansari si avvicinò al Partito Democratico e fu una sostenitrice della campagna elettorale di Barack Obama per le presidenziali del 2008. Frequentò poi l'Università di Stanford, conseguendo una laurea in relazioni internazionali. Durante il college, svolse uno stage nell'ufficio della deputata Nancy Pelosie, dopo la laurea, fu selezionata per il John Gardner Fellowship Program che le consentì di lavorare nell'ufficio del Segretario generale delle Nazioni Unite Ban Ki-moon. Yassamin Ansari svolse il ruolo di consulente politico senior, trascorrendo un anno a lavorare sull'Accordo di Parigi con Ban e restando poi a collaborare anche con il suo successore António Guterres. Svolse inoltre un master in relazioni internazionali e politica presso il St. John's College di Cambridge. Negli anni a seguire, continuò ad essere un'attivista per le politiche sul cambiamento climatico, aiutando a pianificare svariati vertici nazionali e internazionali.

### Carriera politica

#### Consiglio comunale di Phoenix

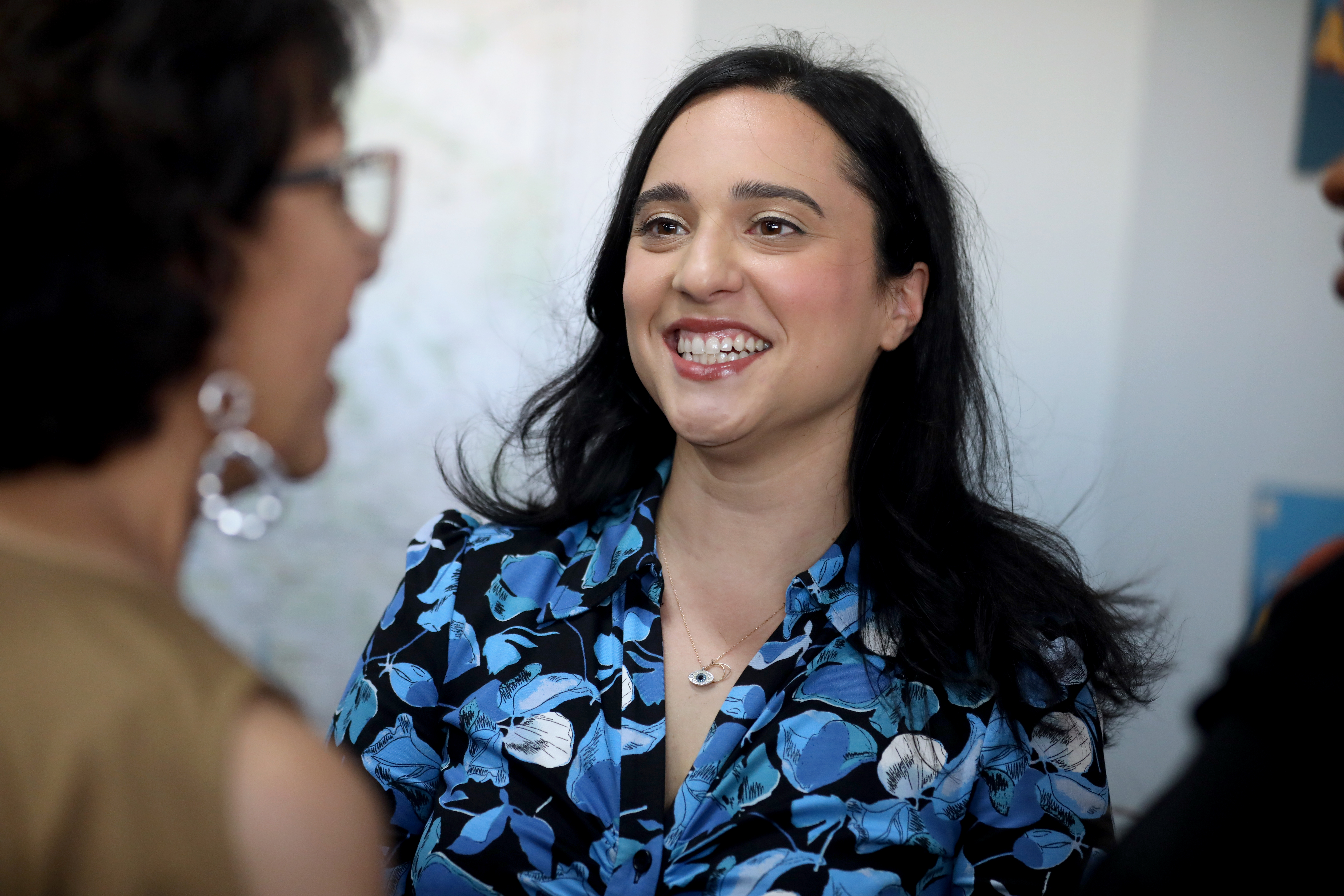
Yassamin Ansari incontra gli elettori in un evento pubblico

Nel mese di novembre del 2020, Yassamin Ansari si candidò per la prima volta per un incarico politico, presentandosi alle elezioni del consiglio comunale di Phoenix. Riuscì, insieme all'avversaria Cinthia Estela, ad avanzare al ballottaggio, che si tenne nel mese di marzo 2021. Infine, venne eletta, entrando in carica come consigliera il 19 aprile 2021.
Durante il suo mandato, Yassamin Ansari creò un ufficio per la risposta e la mitigazione del riscaldamento. Si impegnò per la piantumazione di alberi, la riduzione dell'assorbimento di calore e l'educazione civica rispetto alle questioni ambientali; contribuì allo sviluppo di un piano per promuovere l'uso di veicoli elettrici, sostenendo inoltre l'acquisto da parte della città di autobus pubblici elettrici. Partecipò con la sindaca di Phoenix Kate Gallego alla Conferenza delle Nazioni Unite sui cambiamenti climatici del 2021 e a quella del 2022.
Nel 2022 fu criticata, insieme ad altri consiglieri, per aver utilizzato una suite del Footprint Center, un impianto sportivo di proprietà della città, per guardare partite e concerti; a seguito di tali contestazioni, il consiglio comunale votò per considerare l'affitto della sala.
A gennaio del 2023, venne nominata vicesindaco della città di Phoenix.
Yassamin Ansari rassegnò le dimissioni dal consiglio comunale nel mese di marzo del 2024, per concentrarsi sulla sua campagna elettorale per il Congresso. Venne succeduta dall'ex sindaco di Hayden, Carlos Galindo-Elvira.

#### Camera dei rappresentanti

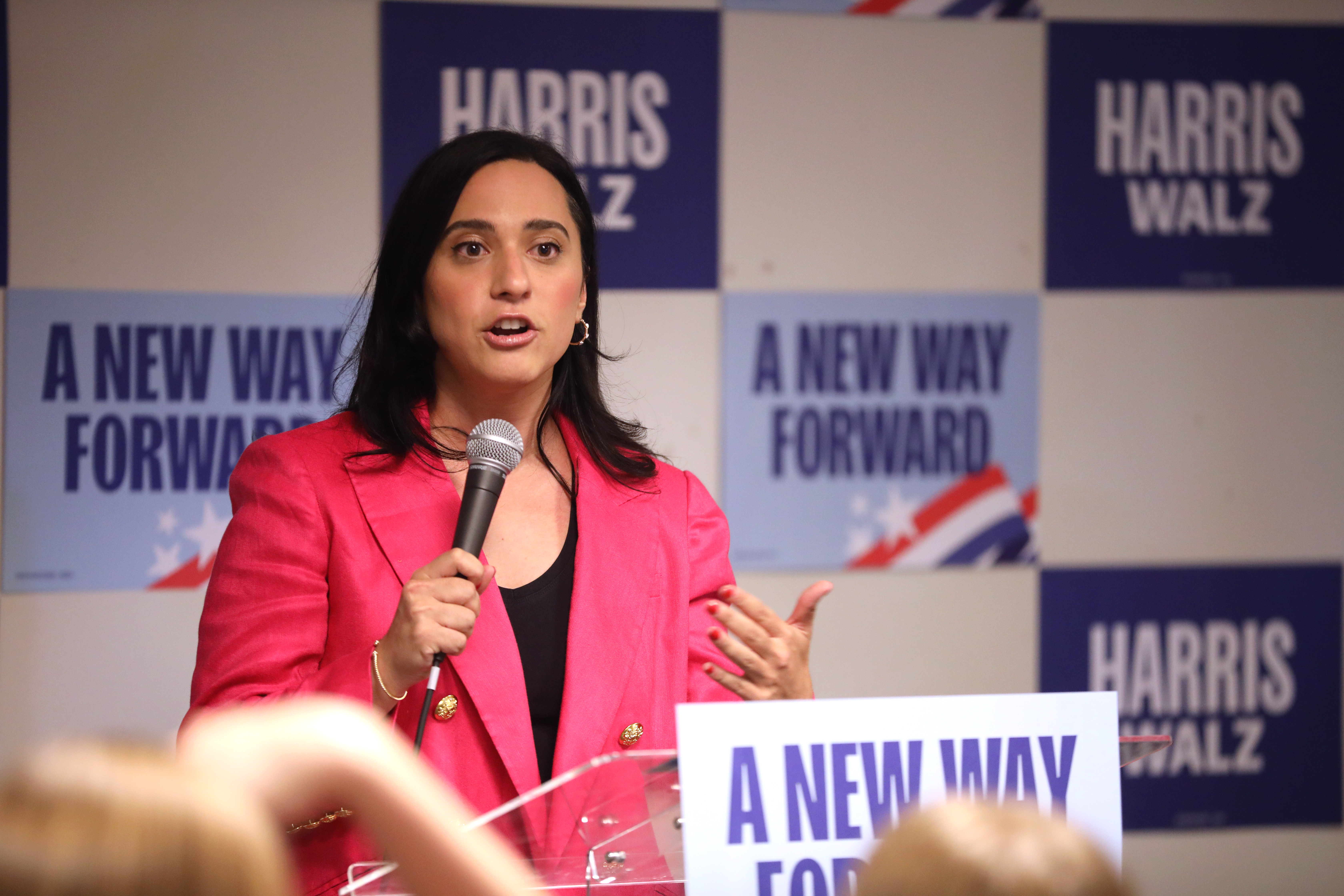
Yassamin Ansari durante un comizio

Il nome di Yassamin Ansari fu considerato tra i potenziali candidati alle elezioni del 2024 per la Camera dei Rappresentanti, nella circoscrizione elettorale del terzo distretto congressuale dell'Arizona, in seguito all'annuncio del ritiro del deputato in carica Ruben Gallego, presentatosi alle elezioni per il Senato. Yassamin Ansari annunciò la sua entrata in campo nell'aprile del 2023 e ottenne un grosso riscontro economico nella raccolta fondi. A settembre, il sito web Axios diede per favorite Yassamin Ansari e l'avversaria Raquel Terán, ex presidente del Partito Democratico dell'Arizona. Ansari raccolse oltre 325,000 dollari nel primo trimestre del 2024, portando il totale dei suoi finanziamenti a oltre 1.35 milioni di dollari. Nel mese di agosto, Yassamin Ansari si aggiudicò le primarie superando Raquel Terán per soli trentanove voti. A novembre, si aggiudicò le elezioni generali sconfiggendo l'avversario repubblicano con il 71% delle preferenze.
I neoeletti colleghi deputati scelsero poi Yassamin Ansari per il ruolo di presidente delle matricole democratiche.

### Posizioni politiche
Yassamin Ansari si è caratterizzata per il suo strenuo sostegno alle iniziative per il clima e alle misure per lo sviluppo sostenibile. Fu inoltre una sostenitrice dell'azione sindacale e dei diritti LGBT. Propose inoltre di espandere le soluzioni di affitto a prezzi accessibili per combattere il problema dei senzatetto a Phoenix.

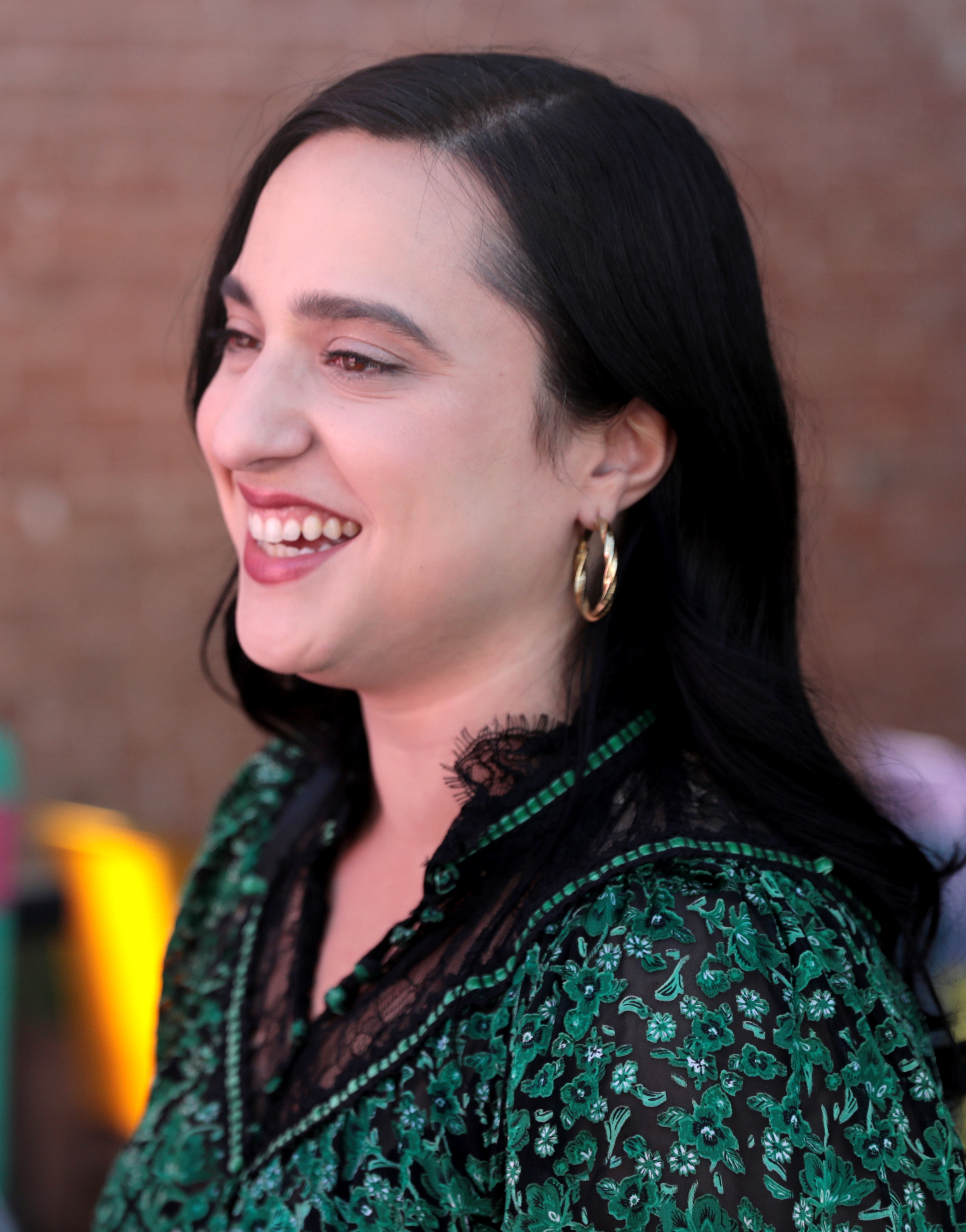
Yassamin Ansari nel 2023

Sostenitrice del diritto all'interruzione volontaria di gravidanza, votò da consigliera a favore di una risoluzione che rendesse l'aborto meno perseguibile.
Ideologicamente, si autodefinì progressista, per quanto alcuni critici osservarono il suo spostamento verso posizioni maggiormente moderate e centriste in occasione della sua campagna elettorale per il Congresso.
Fu appoggiata dal gruppo filo-israeliano Democratic Majority for Israel.
Si espresse in maniera particolarmente critica nei confronti delle posizioni politiche e dell'agenda di Donald Trump, sostenendo che il suo secondo mandato presidenziale avrebbe provocato "conseguenze disastrose per il nostro pianeta, i nostri diritti riproduttivi, la nostra economia e la nostra democrazia".

### Immagine pubblica
Nel 2019, Yassamin Ansari fu nominata all'interno del Grist 50, un elenco di persone impegnate nella tutela dell'ambiente. Nel 2020, venne inclusa nella lista 30 Under 30 stilata dalla rivista Forbes.
All'epoca della sua elezione al consiglio comunale di Phoenix, divenne la prima persona di origini iraniane ad assumere una carica pubblica in Arizona. Divenne inoltre la donna più giovane mai eletta al Congresso e la seconda iraniana-americana alla Camera dopo Stephanie Bice.